# Gun Runner (häst)
Gun Runner, född 8 mars 2013, är ett engelskt fullblod, mest känd för att ha segrat i Breeders' Cup Classic (2017) och Pegasus World Cup (2018). Han utsågs till 2017 års American Horse of the Year efter att ha segrat i fyra stycken grupp 1-löp som fyraåring. Då han avslutade sin tävlingskarriär hade han sprungit in nästan 16 miljoner dollar. 

## Bakgrund
Gun Runner är en fuxhingst efter Candy Ride och under Quiet Giant (efter Giant's Causeway). Han föddes upp av Besilu Stables LLC och ägdes av Winchell Thoroughbreds LLC & Three Chimneys Farm. Han tränades under tävlingskarriären av Steve Asmussen.
Gun Runner tävlade mellan 2016 och 2017 och sprang under sin tävlingskarriär in 15 988 500 dollar på 19 starter, varav 12 segrar, 3 andraplatser och 2 tredjeplatser. Han tog karriärens största segrar i Breeders' Cup Classic (2017) och Pegasus World Cup (2018). Han segrade även i Risen Star Stakes (2016), Louisiana Derby (2016), Matt Winn Stakes (2016), Clark Handicap (2016), Razorback Handicap (2017), Stephen Foster Handicap (2017), Whitney Handicap (2017) och Woodward Stakes (2017).

## Karriär
Gun Runner segrade i två av tre starter som tvååring 2015. Som treåring blev han en av förhandsfavoriterna till att segra i Kentucky Derby 2016, efter att ha segrat i både Risen Star Stakes och Louisiana Derby. Gun Runner fick ihop 151 poäng och rankades etta i 2016 års Road to the Kentucky Derby. I Kentucky Derby slutade han trea, bakom Nyquist och Exaggerator. Han segrade därefter i Matt Winn Stakes och Clark Handicap, samt kom tvåa i Breeders' Cup Dirt Mile och Pennsylvania Derby.
Som fyraåring 2017 slutade han tvåa i Dubai World Cup, och segrade sedan i Stephen Foster Handicap, Whitney Stakes, Woodward Stakes och Breeders' Cup Classic. Hans seger i Woodward Stakes gav honom en Timeform US rating på 142, det högsta som någonsin uppnåtts. Den 25 januari 2018 röstades Gun Runner fram till 2017 års American Champion Older Dirt Male Horse och American Horse of the Year. Två dagar senare lyckades han även vinna 2018 års Pegasus World Cup, innan han avslutade tävlingskarriären för att bli avelshingst.
Gun Runner's sprang under sin tävlingskarriär in 15 988 500 dollar, vilket gör honom till tvåa på listan över vinstrikaste fullblodshästar i Nordamerika, endast slagen av Arrogate.

### Som avelshingst
Efter Pegasus World Cup pensionerades Gun Runner för att stå som avelshingst på Three Chimneys för en utannonserad avgift på 70 000 dollar under sin första säsong. Under avelssäsongen 2018 betäckte han 172 ston.